# Groupe de NGC 5506
Le groupe de NGC 5506 comprend au cinq galaxies situées dans la constellation de la Vierge. La distance moyenne entre ce groupe et la Voie lactée est d'environ 28,4 Mpc (∼92,6 millions d'al). 

## Membres
Le tableau ci-dessous liste les cinq galaxies qui sont indiquées sur le site « Un Atlas de l'Univers » créé par Richard Powell.  
A. M. Garcia mentionne aussi ce groupe avec exactement les mêmes galaxies, mais il le désigne sous le nom de groupe de NGC 5496 contrairement à un certain usage, car cette dernière n'est pas la plus brillante du groupe.
| Nom      | Classification | Type           | α (J2000.0)   | δ (J2000.0)  | Vitesse radiale (km/s) | Magnitude apparente | Distance (Mpc) | Diamètre (kal) |
| -------- | -------------- | -------------- | ------------- | ------------ | ---------------------- | ------------------- | -------------- | -------------- |
| NGC 5496 | Sd?            | Spirale        | 14h 11m 37.8s | -01° 09′ 33″ | 1538 ± 1               | 12,1                | 26,5 ± 1,9     | 102            |
| NGC 5506 | Sa pec         | Spirale        | 14h 13m 14.9s | -03° 12′ 27″ | 1824 ± 3               | 11,9                | 30,8 ± 2,2     | 82             |
| NGC 5507 | SAB(r)0^0^     | Lenticulaire   | 14h 13m 19.8s | -03° 08′ 56″ | 1851 ± 5               | 12,5                | 31,2 ± 2,2     | 39             |
| IC 976   | S0^0           | Lenticulaire   | 14h 08m 43.3s | -01° 09′ 42″ | 1525 ± 15              | 13,0                | 26,4 ± 1,9     | 30             |
| UGC 9057 | SB(rs)d?       | Spirale barrée | 14h 10m 12.9s | -02° 34′ 33″ | 1546 ± 1               | 14,2                | 26,7 ± 1,9     | 86             |

Le site DeepskyLog permet de trouver aisément les constellations des galaxies mentionnées dans ce tableau ou si elles ne s'y trouvent pas, l'outil du site constellation permet de le faire à l'aide des coordonnées de la galaxie. Sauf indication contraire, les données proviennent du site NASA/IPAC.